# Agrostis canescens
Agrostis canescens é uma espécie de gramínea do gênero Agrostis, pertencente à família Poaceae.